# بخش بوه، شهرستان موریسون، مینه سوتا
بخش بوه (به انگلیسی: Buh Township) یک منطقهٔ مسکونی در ایالات متحده آمریکا است که در شهرستان موریسون، مینه‌سوتا واقع شده‌است.
 بخش بوه ۹۲٫۹ کیلومتر مربع مساحت و ۵۷۲ نفر جمعیت دارد و ۳۶۰ متر بالاتر از سطح دریا واقع شده‌است.